# Otto Mörner
Otto Mörner (um 1350) war Hofrichter der Neumark.

## Leben
Er war ein Bruder des Geistlichen Dietrich Mörner und der Vögte Reineke Mörner und Heinrich Mörner. Wie letztere zeichnete er sich im Krieg gegen den falschen Woldemar aus und erhielt im November 1348 zusammen mit seinen Brüdern sowie Johann von Wedel, Henning von Uchtenhagen und Arnold (II) von Uchtenhagen die Distriktsvogtei im Bereich der Ortschaften Königsberg, Soldin, Schönfließ, Lippehne, Bärwalde und Mohrin. Er übte die Gerichtsbarkeit in der Vogtei aus, bis Ruleke von Liebenthal durch Markgraf Ludwig den Römer 1352 zum Nachfolger ernannt wurde.
1349 belehnte Markgraf Ludwig der Ältere Otto Mörner gemeinsam mit seinen Brüdern mit den Dörfern Ortwig, Mädewitz bei Wriezen, Neutrebbin im Oderbruch und Kriescht im Land Sternberg. Am Ende seiner Regierung in der Neumark verlieh er ihnen und ihren Vettern die gesamte Hand über diese Ortschaften sowie über Klossow, Mohrin, Stolzendorf, Berneuchen und Oderberg. Zeitweise wurde ihm die Münze in der Neumark übertragen, die er in Mohrin ansiedelte. Seit 1354 gehörte er dem neumärkischen Ältestenrat an und fungierte am Hof Ludwigs des Römers 1355 als Küchenmeister. Zwischen 1369 und 1373 hatte er das Hofrichteramt in der Neumark inne.
In Stolzendorf bei Mohrin errichtete er unter Markgraf Otto VIII. zusammen mit seinem Bruder Reineke sowie mit Henning Plötze, Henning Güstebiese und einem Angehörigen der Familie Elsholt die Burg Stolzenburg. Nach seinem Tod, dem Tod seines Bruders Dietrich und dem Übergang der Mark an Kaiser Karl IV. büßten die Mörner ihre hohe Stellung im neumärkischen Adel wieder ein, zogen sich auf ihre Güter im Oderbruch zurück und traten seitdem politisch kaum mehr in Erscheinung.